# In:vite U
In: vite U — дванадцятий корейський мініальбом південнокорейського чоловічого гурту Pentagon. Вийшов 24 січня 2022 року на лейблах Cube Entertainment і Universal Music. In: vite U очолив чарт альбомів Gaon протягом місяця після випуску, завдяку чому став першим альбомом Pentagon № 1 у Південній Кореї. Фізична копія альбому доступна у двох версіях: Nouveau і Flare.

## Комерційний успіх
In: vite U очолив чарт найкращих альбомів iTunes у 30 регіонах світу, включаючи Іспанію, Мексику, Росію, Бразилію та Польщу. Заголовний трек альбому «Feelin' Like» також посів перше місце в чартах iTunes Top Song в 11 регіонах, включаючи Перу, Еквадор, Бразилію, Мексику, Аргентину та Колумбію. Альбом посів перше місце в чарті Gaon Albums Chart, що зробило його першим альбомом Pentagon з таким результатом. Головний сингл «Feelin' Like» дебютував під номером 98 у цифровому чарті Gaon. Крім того, решта пісень з мініальбому In: vite U потрапили на різні місця в чарті Gaon Download.
Згідно з Hanteo, було продано 76 996 примірників In: vite U за перший тиждень випуску (з 24 по 30 січня), що стало найвищим показником продажів гурту за перший тиждень, побивши попередній рекорд у 70 731 з Love or Take.

## Список композицій
| #     | Назва                      | Автор слів              | Автор музики                                           | Аранжування                       | Тривалість |
| ----- | -------------------------- | ----------------------- | ------------------------------------------------------ | --------------------------------- | ---------- |
| 1.    | «Feelin' Like»             | HAEE Kino Jinho Wooseok | Ryan S. Jhun Kristin Marie Vegard Hurum Jop Pangemanan | Ryan S. Jhun Vegard Hurum         | 2:47       |
| 2.    | «One Shot» (한탕)          | Wooseok Shinwon         | Wooseok Nathan Shinwon                                 | Nathan MILLENIUM                  | 3:12       |
| 3.    | «The Game»                 | Wooseok                 | Wooseok Nathan yunji Hoho                              | Nathan yunji                      | 3:04       |
| 4.    | «Call My Name»             | Kino HAEE Wooseok       | Kino Kim Si-on Milano                                  | Kim Si-on Son Yo-seb Hyeogdu Choi | 3:34       |
| 5.    | «Sparkling Night» (관람차) | Kino Wooseok            | Kino Roamer Doze                                       | Roamer Doze                       | 2:56       |
| 6.    | «Bad»                      | Wooseok                 | Wooseok siixk Jun                                      | siixk Jun                         | 3:25       |
| 18:59 |                            |                         |                                                        |                                   |            |

## Досягнення
| Критик/Видання | Список                              | Місце    | Нотатки           | Прим. |
| -------------- | ----------------------------------- | -------- | ----------------- | ----- |
| Clash          | The 20 Best K-Pop B-Sides From 2022 | У списку | «Sparkling Night» | [ 6 ] |

| Музичне шоу | Мережа | Дата          | Прим. |
| ----------- | ------ | ------------- | ----- |
| Music Bank  | KBS2   | 4 лютого 2022 | [ 7 ] |

## Чарти

### Тижневі чарти
| Чарт (2022)                           | Найвища позиція |
| ------------------------------------- | --------------- |
| Японія Japanese Albums (Oricon)       | 16              |
| Japanese Hot Albums (Billboard Japan) | 61              |
| South Korean Albums (Gaon)            | 1               |

### Місячні чарти
| Чарт (2022)                | Найвища позиція |
| -------------------------- | --------------- |
| Japanese Albums (Oricon)   | 39              |
| South Korean Albums (Gaon) | 10              |